# Fotómetro

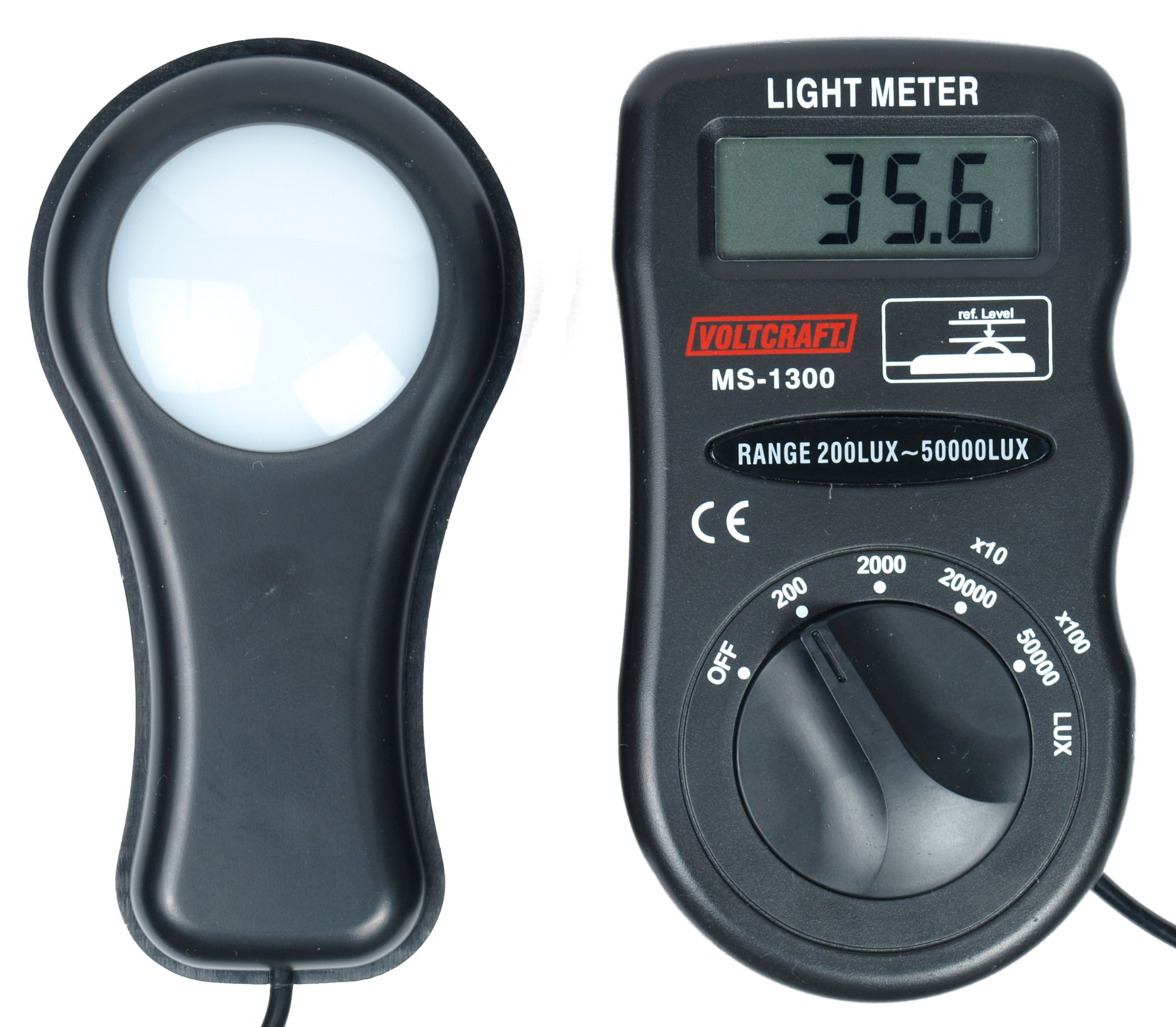
Un tipo de fotómetro

En un amplio sentido, un fotómetro es cualquier instrumento usado para medir la cantidad de fotones en un haz de luz. Los que se utilizan para la fotometría son instrumentos para detectar:
- intensidad de luz dispersa.
- absorbancia.
- fluorescencia.

Los dos más importantes en la astronomía son el fotómetro fotoeléctrico y el fotómetro CCD: el primero de ellos, aunque se utiliza todavía, está en desuso ya que el chip CCD presenta numerosas ventajas frente al anterior (linealidad, precios más reducidos, mayor fiabilidad, amplia respuesta al espectro electromagnético, mayor precisión, etc.).
Aparato que sirve para medir la luz visible, los rayos infrarrojos, así como los rayos ultravioleta en las películas para vidrio. Sobre todo las inteligentes fabricadas con Nanotecnología, mismas que se adhieren a los vidrios, ya sea para su seguridad, decoración o para filtrar el paso de la luz visible y reducir las temperaturas de los interiores de casa habitación o comercios, oficinas, automóviles.

## Historia
Antes de que se desarrollaran los elementos electrónicos sensibles a la luz, la fotometría se realizaba mediante la estimación a ojo. El flujo luminoso relativo de una fuente se comparaba con una fuente estándar. El fotómetro se colocaba de tal manera que la iluminancia de la fuente que se investigaba era igual a la de fuente estándar, ya que el ojo humano puede juzgar iluminancias iguales. Los flujos luminosos relativos podían calcularse entonces ya que la iluminancia disminuye proporcionalmente al inverso del cuadrado de la distancia. Un ejemplo estándar de tal fotómetro consistía en un pedazo de papel con un punto de aceite que volvía el papel levemente más transparente: cuando la mancha no era visible desde ningún lado, la iluminancia de ambos lados era igual.
En 1861, tres tipos eran de uso común: el fotómetro de Rumford, el fotómetro de Ritchie y los fotómetros que usaban la extinción de sombras, que era considerado el más preciso.
El fotómetro fotoeléctrico nació en Inglaterra a fines del siglo XIX, se mejoró en los Estados Unidos a inicios del siglo XX y alcanzó su madurez en la década de 1950, cayendo en desuso a medida que la tecnología digital primero, y los CCD después, fueron aumentando la precisión y reduciendo su precio.
En los artículos astronómicos más recientes (año 2005) se ha presentado la magnitud de las estrellas del cúmulo abierto M67 con una precisión de 0,0001 magnitudes o más, algo impensable hace solo unos pocos años cuando la máxima precisión era de 0,001 magnitudes (puede compararse con las 0,01 magnitudes que puede extraerse de la fotometría fotográfica, empleando para ello microdensitómetros de alta calidad).

## Otras aplicaciones
A diferencia de la Fotometría, el fotómetro tiene un uso importante en el mundo de la fotografía y, por consiguiente, en el mundo del cine.
Con esta herramienta, podemos medir con exactitud la intensidad de luz en un punto específico del sitio en el que nos encontremos, de manera que dándole a este los valores de ISO y de velocidad de obturación que usamos en ese momento, calculará los pasos de diafragma que debemos abrir o cerrar para conseguir que la exposición de luz sea correcta y que la imagen no quede sub-expuesta o sobre-expuesta.  

## Modos de uso en Fotografía
El fotómetro es una herramienta usada para medir la luz que está incorporada en la mayoría de cámaras réflex. El tipo de fotómetro que suelen llevar es tipo TLL (a través del objetivo o through the lens en inglés). Este, tiene una alta precisión ya que mide la cantidad de luz que entra a través del objetivo de la cámara teniendo en cuenta los accesorios usados, como filtros de luz o tubos de extensión.
El fotómetro tiene dos modos de uso, el que calcula la intensidad de la Luz Incidente, y el que lo hace con la Luz Reflejada.
- Luz Incidente:

Este modo de uso mide la intensidad de la luz incidente, es decir, la luz que le llega al personaje u objeto que queremos fotografiar, independientemente de su tono de piel, por lo que dará los mismos valores de configuración de cámara sea un objeto blanco, negro o de cualquier otro color.
Para que el fotómetro de luz incidente realice una medición precisa debe realizarse muy cerca del sujeto o personaje. 
Esto se mide mediante la colocación del fotómetro justo en el lugar en el que colocaremos a nuestro personaje u objeto, recibiendo la luz que recibiría este. Es decir, no tiene en cuenta al objeto. Esto es más preciso dado que mediremos la luz real y el ratio de contraste entre unas luces y otras, y sabremos en todo momento cuantos pasos de diafragma habrá de diferencia entre cada una de ellas, teniendo así un mayor control sobre la sub-exposición o sobre-exposición. 
- Luz Reflejada:

A diferencia del otro modo, en este medimos la intensidad a partir de la luz que refleja el objeto a fotografiar, colocando el fotómetro al lado de la posición de la cámara y apuntando a este. En este modo, los valores que nos ofrezca el fotómetro dependerán de los tonos que tengan los objetos, en un promedio del 18% (Índice de luz que refleja un gris medio).
El promedio del índice de luz no se decide de manera gratuita, se hace para encontrar un equilibrio, ya que si midiéramos la intensidad de luz reflejada que llega de un objeto negro, daría un número tan bajo que el fotómetro nos indicaría que abriéramos mucho el diafragma para conseguir exponer bien la fotografía, lo que supondría que esta quedaría sobre-expuesta. Si lo hiciéramos sobre un objeto blanco, pasaría lo mismo pero de manera contraria, reflejaría tanta luz que tendríamos que cerrar mucho el diafragma y la imagen quedaría sub-expuesta. Como la cámara no sabe el color del sujeto fotografiado, el gris medio se convierte en el punto medio estándar usado para situar las propiedades de absorción de la luz de los diferentes colores o tono. 
Este tipo de fotómetro lo trae incorporado la cámara.